# گریگور تساطوریان
گریگور وارطانی تساطوریان (به ارمنی: Գրիգոր Վարդանի Ծատուրյան؛ زاده ۲۳ ژوئن ۱۹۲۵ - درگذشته ۲۲ سپتامبر ۱۹۹۰) نقاش اهل ارمنستان بود.

## زندگی‌نامه
وی در ۲۳ ژوئن ۱۹۲۵ در روستای کرکژان در آسکران به دنیا آمد. وی همچنین برنده جوایزی همچون نقاش شایسته ارمنستان شوروی شد. وی در ۲۲ سپتامبر ۱۹۹۰ در سن ۶۵ سالگی در استپاناکرت درگذشت.